# Сумь

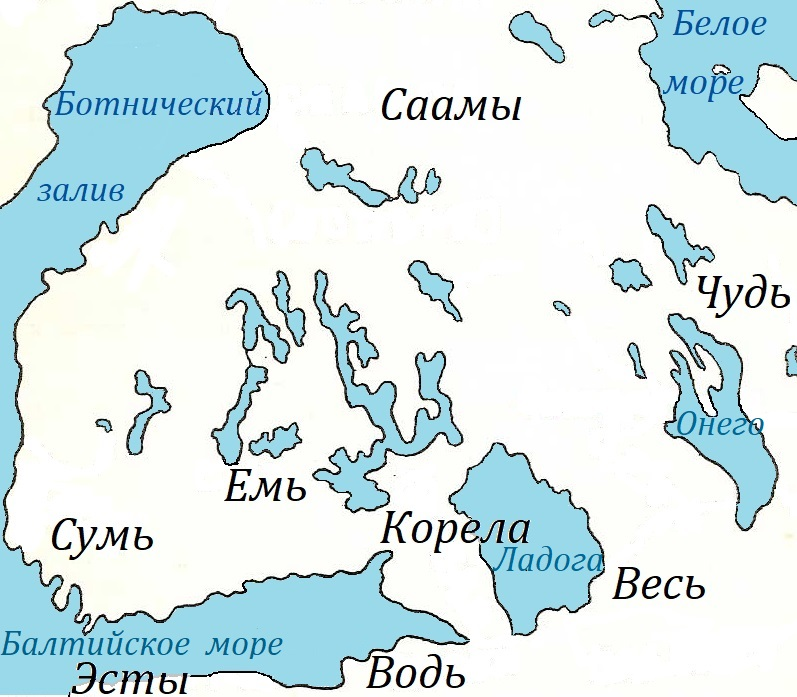
Зоны расселения прибалтийско-финских племён в X веке н. э.

Сумь — упоминаемое в русских летописях название прибалтийско-финского племени суоми, заселившего в начале 1-го тысячелетия н. э. юго-западное побережье современной Финляндии.
С покорения в середине XII века суми началось завоевание Финляндии шведами. В последующем сумь вместе с емью и западными карельскими племенами образовала финскую народность. До перенятия шведского названия «финны», в русском языке отсутствовало единое наименование для жителей этого региона.